# Franz Ditt
Franz Ditt (* 8. Dezember 1813 in Frankfurt am Main; † 22. Mai 1854 in Berlin) war ein deutscher Opernsänger (Tenor).

## Leben
Ditt war der zweite Sohn des Kunstgärtners Wilhelm Ditt; der Sänger Carl Ditt war sein jüngerer, der Schauspieler Martin Ditt sein älterer Bruder. Bereits während seiner Ausbildung zum Gärtner durch seinen Vater wurde sein sängerisches Talent entdeckt.
In Frankfurt bekam Ditt Bühnenunterricht durch den Opernsänger Johann Baptist Pischek und konnte 1840 am dortigen Stadttheater in der Rolle des „Don Ottavio“ erfolgreich debütieren. 1842 wechselte er ans Stadttheater nach Breslau und blieb dort zwei Jahre. Nach einem Jahr am Schauspielhaus Berlin wurde Ditt Ende 1844 ans Hoftheater Hannover engagiert und blieb dort bis 1846.
Nach einem mehrmonatigen Engagement am Theater an der Wien holte man Ditt 1847 bis 1850 ans Stadttheater Hamburg. Anschließend bekam er ein zweijähriges Engagement in Breslau. Im letztgenannten Jahr trat er in den Verband des Stadttheaters in Riga. Ditt war ein beliebter Heldentenor, der sich rasch die Gunst des Publikums zu erwerben verstand.
Im Alter von 41 Jahren starb Franz Ditt am 22. Mai 1854 in Berlin und wurde dort auch begraben.

## Rollen (Auswahl)
- Don Ottavio – Don Giovanni (Wolfgang Amadeus Mozart)
- Jean – Le prophète (Giacomo Meyerbeer)
- Raoul – Les Huguenots (Giacomo Meyerbeer)
- Hüon – Oberon (Carl Maria von Weber)
- Masaniello – La muette de Portici (Daniel-François-Esprit Auber)
- Robert – Robert le diable (Giacomo Meyerbeer)
- Pollione – Norma (Vincenzo Bellini)
- Nemorino – L’elisir d’amore (Gaetano Donizetti)
- Nadori – Jessonda (Louis Spohr)
- Gomez – Das Nachtlager in Granada (Conradin Kreutzer)
- Alessandro – Alessandro Stradella (Friedrich von Flotow)